# Nesogordonia papaverifera
Nesogordonia papaverifera é uma espécie de angiospérmica da família Sterculiaceae.
Pode ser encontrada nos seguintes países:  Benin, Camarões, República Centro-Africana, República do Congo, Costa do Marfim, Gabão, Gana, Libéria, Nigéria e Serra Leoa.
Está ameaçada por perda de habitat.